# Język saurasztryjski
Język saurasztryjski (sanskryt सौराष्ट्र, tamil. சௌராட்டிரம்) – język indoaryjski, wywodzący się z języka gudżarati, tworzący enklawę indoaryjską na terenach drawidyjskojęzycznych, głównie w okolicach miast Maduraj i Thanjavur w stanie Tamilnadu. Wykazuje duże wpływy słownictwa tamilskiego i telugu. Tradycyjnie zapisywany był odrębnym alfabetem, tzw. pismem saurasztra, obecnie najczęściej pismem dewanagari i tamilskim. Liczbę użytkowników ocenia się na ok. 300 tysięcy.